# Antonio Otero Seco
Antonio Otero Seco (Cabeza del Buey, 1905 - Rennes, 29 de desembre de 1970) va ser un escriptor, poeta, periodista i crític literari espanyol. D'ideologia republicana, va col·laborar en publicacions com Nuevo Diario, Correo Extremeño, La Libertad, Diario de Madrid, Heraldo de Madrid, Mundo Gráfico, Estampa, La Voz, El Sol, La Verdad, Política, Misión, Mundo Obrero, Frente Rojo, Levante i CNT; i fora d'Espanya a Le Monde, Les Temps Modernes, Ibérica o Le Monde des Livres. En acabar la Guerra Civil espanyola, va ser empresonat i condemnat a mort; commutada la pena i posat en llibertat cap al 1941, va marxar a l'exili a França el 1947, primer a París i més tard a Rennes, on va treballar a la universitat d'aquesta ciutat. Després de la seva defunció, el 1973, es va publicar un llibre en el seu honor, titulat Homenaje a Antonio Otero Seco.